# Stockhorn (Valais)
Pour les articles homonymes, voir Stockhorn.
Le Zermatter Stockhorn est une montagne d’une altitude de 3 532 mètres dans la partie alémanique du canton du Valais, située entre le glacier du Triftli (qui naît sur le versant septentrional du sommet) et le glacier du Gorner au sud. Il s'agit du dernier sommet de la chaîne qui s’élève à l'est de Zermatt, en passant par le Riffelhorn et le Gornergrat. À l’ouest, le Stockhornpass (3 387 m) sépare son sommet de celui du Weissgrat.
Un remonte pente, mis en service pendant l’hiver 2007-2008 depuis Triftli, a remplacé l’ancien téléphérique Hochtähli-Stockhorn.